# Giuseppe Fumagalli
Giuseppe Fumagalli (Firenze, 27 luglio 1863 – Firenze, 11 maggio 1939) è stato un bibliografo, bibliotecario ed erudito italiano.

## Biografia
Giuseppe Fumagalli è stato bibliotecario presso numerose biblioteche fino al 1921 (Biblioteca Governativa di Lucca, Biblioteca Riccardiana di Firenze, Biblioteca universitaria di Padova, Biblioteca Nazionale Centrale di Roma, Biblioteca Nazionale Braidense di Milano, Biblioteca universitaria Alessandrina di Roma, Biblioteca universitaria di Napoli, Biblioteca Estense universitaria di Modena, Biblioteca universitaria di Bologna).
Tradusse in italiano dal tedesco, con il titolo di Manuale del bibliotecario, il Katechismus der Bìbliothekslehre di Julius Petzholdt (1894). Fu il fondatore (con Diomede Bonamici) nonché primo presidente della Società bibliografica italiana (1896-1897). Nel 1905 fu l'autore per Leo S. Olschki del Lexicon Typographicum Italiae, un importante repertorio bibliografico italiano, che rappresenta la sua opera principale. Creò a Bologna la prima "Raccolta bibliografica della guerra". Fondò inoltre l'Almanacco italiano per l'editore Bemporad.

## Opere
- Catalogo delle edizioni romane di Antonio Blado Asolano ed eredi (1516-1593) possedute dalla Biblioteca Nazionale Centrale Vittorio Emanuele di Roma, con una introduzione storico-bibliografica, compilato da Giuseppe Fumagalli e Giacomo Belli, Roma, presso i principali librai, 1891.
- Bibliografia etiopica: catalogo descrittivo e ragionato degli scritti pubblicati dalla invenzione della stampa fino a tutto il 1891 intorno alla Etiopia e regioni limitrofe, redatto da Giuseppe Fumagalli, opera compilata sotto gli auspici della Società Geografica Italiana e della Società d'Esplorazione Commerciale Africana, Milano, Ulrico Hoepli, 1893 (Rist. anastatica: Farnborough, Gregg International Publishers, 1971).
- Julius Petzholdt, Manuale del bibliotecario, tradotto sulla terza edizione tedesca con un'appendice originale di note illustrative, di norme legislative e amministrative e con un elenco delle pubbliche biblioteche italiane e straniere per cura di Guido Biagi e Giuseppe Fumagalli, Milano, Ulrico Hoepli, 1894.
- Bibliotheca bibliographica Italica: catalogo degli scritti di bibliologia, bibliografia e biblioteconomia pubblicati in Italia e di quelli riguardanti l'Italia pubblicati all'estero, compilato da Giuseppe Ottino bibliotecario della Nazionale di Roma e Giuseppe Fumagalli bibliotecario della Nazionale di Milano, 2 voll. + 4 suppl., Roma, Loreto Pasqualucci, poi Torino, C. Clausen, 1889-1902.
- Chi l'ha detto? Repertorio metodico e ragionato di 1575 citazioni e frasi di origine letteraria e storica italiane, greche, latine, francesi ecc. che sono popolari in Italia, ordinate e spiegate, Milano, Ulrico Hoepli, 1895; Chi l'ha detto? Tesoro di citazioni italiane e straniere, di origine letteraria e storica, ordinate e annotate, 8ª ed., Milano, Ulrico Hoepli, 1934. Testo digitale completo della Settima edizione, 1921
- Piccolo dizionario dei nomi propri italiani di persone con le origini e i significati più probabili, le indicazioni degli onomastici e accorciature più comuni nei classici e nell'uso volgare, con riscontri storici e letterari e altre notizie, Genova, A. Donath editore, 1901, SBN CUB0291289.
- Lexicon Typographicum Italiae. Dictionnaire géographique d'Italie pour servir à l'histoire de l'imprimerie dans ce Pays, Firenze, Leo S. Olschki, 1905.
- L'ape latina: dizionarietto di 2588 frasi, sentenze, proverbi, motti, divise, locuzioni latine, ecc. vive nell'uso moderno, spiegate e annotate, Milano, U. Hoepli, 1911; 2ª ed. corretta e accresciuta, 1936.
- La bibliografia, Roma, Fondazione Leonardo per la cultura italiana, 1923.
- Vocabolario bibliografico, a cura di Giuseppe Boffito e di Giovanni De Bernard, Firenze, Leo S. Olschki, 1940.
- Giornali dei soldati italiani nella guerra 1915-18, inedito (forse custodito dal Ministero della Difesa).[3]